# Flamand mozgalom
A flamand mozgalom (Vlaamse Beweging) népszerű kifejezés a politikai mozgalomra, mely Belgium flamand régiójának kíván nagyobb autonómiát elérni. A mozgalom kiállt a holland nyelv flandriai védelmére és a flamand kultúra ápolását szorgalmazta.
A flamand mozgalom extrémebb vonulatában az olyan jobboldali szervezetek dominálnak, mint a Vlaams Belang, mely a flamand parlament második legnagyobb önálló pártja lett a második parlamenti választáson, a Voorpost, Nationalistische Studentenvereniging – Nemzeti Hallgatói Egyesület –, és több más párt. A legradikálisabb csoport itt a brüsszeli központú, marxista inspirációjú flamand függetlenségi szervezet a Meervoud. A militáns szárny is több mérsékelt csoportot tömörít: A Niruw-Vlaamse Alliantie (N-VA), relatíve kicsi párt, de képviselői vannak a regionális és a szövetségi parlamentben- és több parlamenten kívüli szervezetnek is tagja. Sokan tagJAI az OVV-nek – Overlegcentrum van Vlaamse Verenigingen – a Flamand Szervezetek Konzultációs Központjának.
A flamand mozgalom mérsékelt részét leginkább a Volksunie ("népegység") párt adja. A mérsékeltek nagyban előmozdították a flamand érdekek ügyét 1954-es alapításától 2002-es összeomlásáig. Az összeomlás után a párt képviselői szétszóródtak a flamand pártok között, így mára majd minden flamand párt – kivétel a Vlaams Blok – a flamand mozgalom mérsékelt szárnyába tartozónak mondható. A szárny több módon kapcsolódik munkás-, és munkaadói szervezetekkel, különös tekintettel a VOKA-ra, (VEV- Vlaams Economisch Verbond) – a Flamand Gazdasági Unióra.

## Függetlenek
Ma a flamand mozgalom militáns szárnya általánosan hangoztatja követelését független Flamand Köztársaság létrehozatalára. Ennek fővárosa Brüsszel lenne. A jobboldali Vlaams Belang és a tradicionális, konzervatív N-VA támogatja ezt a nézetet. A Vlaams Belang, ami a legutóbbi helyi önkormányzati választáson (2004-ben) a szavazatok 24,15%-át szerezte meg, ma a második legnagyobb politikai formáció Flandriában. A militáns szárny kis része szorgalmazza az újraegyesítést Hollandiával, hogy nagyobb Hollandiát, ún. "Dietsland"-ot alakítsanak ki. Ez a nézetet osztja a flamand mozgalom sok más jobboldali aktivistája is. Mára több holland politikus is támogatja az elképzelést (pl. Jan Terlouw).

## Konföderalisták
A bal oldali regionalista Spirit és a fontos pártok több képviselője is a mérsékelt szárnyhoz tartozik. Ilyenek a kereszténydemokraták – CD&V (a második legnagyobb párt a flamand parlamentben) 2003-ban-, a liberális VKD párt (3. legnagyobb), és kis részben a szocialista SP.A –(4. legnagyobb párt), a belga állam jelenlegi szövetségi szervezete felett egy össz-szövetségi szervezetet preferálnának. Egy ilyen berendezkedés a flamand kormányt a kormányzat majd minden területén felelősebb pozícióba helyezné. Ma a kormányzás néhány fontos része a belga szövetségi kormány felelősségébe tartozik. A belga és flamand főváros, Brüsszel maradna kétnyelvű, holland és francia, polgárai egyenlő jogokat élveznének. A militáns szárny független víziója bizonyos mértékig Brüsszel francia polgárait külföldieknek kezelné a holland nyelvű flamand régióban, jóllehet ők adják a főváros népességének 80%-át.

## Szövetségpártiak
Az SP.A számos képviselője és kisebb mértékben a CD&V és a VLD is fejlettebb államszervezetet várnának el Belgiumban egy össz-szövetségi szervezeten keresztül. Ezt a nézőpontot osztja számos szociális és kulturális szervezet, mint a Bermeylenfonds, a dolgozói érdekképviseletek, és a kölcsönös egészségbiztosítási szervezetek. A nézet szószólói a belga intézmények fejlesztésétől pontosabb munkát remélnek.

### Politikájuk a gyakorlatban
Gyakori panaszuk szerint növekszik a holland nyelvű polgárokkal szembeni negatív megkülönböztetés Brüsszel kórházaiban és a mentőszolgálatoknál, amit nagyon mérsékelten támaszt alá az Európa Parlament jelentése. Növekszik a Flandriában élő francia nyelvű polgárok ellenállása, látva kulturális és politikai jogaik további megnyirbálását. A munkaköltségek csökkentése a lehetetlennel határos a francia nyelvű, szocialista unióval szembeni állandó, egységes és határozott elutasításuk miatt.
Mindezek nem erősítik a federalista vonalat.

## Történelem
Amint Belgium függetlenné vált Hollandiától (1830), a politikai reakciók hollandellenessé váltak, beleértve a nyelvet is. Belgium gazdasági központja abban az időben Vallónia volt, szén- és vasérc bányáival. Flandria nagyrészt vidéki, gazdaságilag fejletlen régió volt. A politikai és gazdasági faktorok együttesen a franciák dominanciájához vezettek Belgiumban, és a flamandok a helyi dialektus szintjére süllyedtek.
A belga szabadságharc után fél évszázaddal flamand értelmiségiek, mint Jan Frans Willems, Philip Blommaert, Karel Lodewijk Ledeganck, Ferdinand Augustinj Snellaert, August Sniedes, Prudens van Duyse és Hendrik Conscience a holland nyelv és kultúra nagyobb megbecsüléséért álltak ki. Az ő mozgalmuk vált ismertté „flamand mozgalom” néven. Inkább intellektuális, mint szociális természete volt a mozgalomnak. Mutatják ez olyan közreműködői is mint Charles De Coster, az Uilenspiegel szerkesztője, vagy Guido Gezelle, Hugo Verriest és Albrecht Rodenbach költők.

## 19. század
A flamand nyelv és kultúra fejlesztésére alakult kulturális szervezetek voltak a Willemsfonds (1851) és a Davidsfonds (1875). Az első Vlaemsch Verbond (Constant Leirens, Gent) és a Nederduitse Bond 1861-ben alakult. A liberális Vlaemsche Bond 1867-benalakult meg. Írói: Julius de Geyter és Max Rooses aktívan dolgoztak a Nederduitse Bondban is. 1866. szeptember 26-án Julius de Geyter megalapította a Vlaamsche Bondot Antwerpenben. A Het Volksbelangflamand hetilap első száma 1867. január 12-én látott napvilágot. Alapítója Julius Vuylsteke volt.
1861-ben alakult és 1914-ig élt az első flamand politikai párt, a Meetingpartij Antwerpenben. Alapítói szélsőséges, liberális, katolikusok flamandok (Jan Theodoor van Rijswijck, J. De Laet és E. Coremans). 1888-ban Julius Hoste Sr. alapította a mérsékelten liberális flamand újságot „ Het Laatste Nieuws”, a flamand mozgalom brüsszeli támogatására. 1893-ban Adolf Daens flamand pap alapította meg a Christene Volkspartij-t, a katolikus párt radikalizálására és demokratizálására. Az első flamand politikai győzelemnek mondható a Gelijkheidswet – egyenlőség törvénye- 1898-ban, ami első ízben ismerte el a hollandot /flamandot/ a franciával egyenértékű nyelvnek a jogalkalmazás területén (jogi dokumentumokban). 1910-ben a Franck-Paul Segers jogszabály bevezette a holland, mint második oktatási nyelv használatát az állami iskolákban.

## I. világháború
A liberális politikus Louis Franc, a római katolikus Franc Van Caulwelaerttel és a szocialista Camille Huysmans-szal (őket együtt hívták a "három kukorékoló kakasnak") együtt dolgoztak a flamand nyelv Genti Egyetemre történő bevezetésén. Lodewijk De Raet parlamenti beterjesztése a témában 1911-ben fogadták el, de a gyakorlatban csak 1930-tól valósult meg. A 20. század beköszöntével a flamand mozgalom radikálisabb lett. Az I. világháború során sok aktivista felszabadító német testvérekként üdvözölte a megszállókat. A fiatal Marnix Gijsen és Paul van Ostaijen költő is az aktivista mozgalomban dolgozott a háború alatt. A németek valóban kisegítették germán testvéreiket, és hollandot, mint egyetlen hivatalos nyelvvé nyilvánították, a Genti Egyetemet pedig teljesen holland nyelvűvé alakították át. A flamand lakosság többsége gyűlölte a brutális német megszállókkal kollaborálókat. A német vereséggel elveszett a sok nyelvi reform is. A flamand mozgalom bizonyos vezetőit vád alá helyezték. Mindezek nem teremtettek megfelelő környezetet a nemzeti kompromisszumhoz.

## Pour les Flamands, la meme chose
A flamand mozgalom szociálisabb színezetű lett a Frontbeweging (frontmozgalom) által. A mozgalom a nyelvi nehézségeik miatt hátránnyal küzdő flamand katonák érdekképviseletére jött létre. Tagjai pacifista érzelmeket dédelgettek. A Frontbeweging a békének, toleranciának és autonómiának szentelt politikai mozgalom lett (Nooit Meer Oorlog, Godsvrede, Zelfbestuur). Máig évente zarándoklatokat vezetnek az Ijzertorenre megemlékezésül. Anton van Wilderode költő írt több munkát ez alkalmakra. Sok legenda terjedt a flamand katonák I. világháborús bánásmódjáról, amik ugyan nagyrészt hamisnak bizonyultak fiatalabb flamand történészek kutatásai szerint, a mítosz még mindig fontos része a flamand áldozati érzésnek. A legendák szerint sok holland nyelvű katonát lemészárolt az ellenség, mert nem értették a vallon tisztek francia vezényszavait. Az igazság az, hogy a katonaság hivatalos nyelve a francia volt ugyan, de a századokat földrajzi származás szerint alakították ki, és a vezénylő tisztek tökéletesen le tudták fordítani a központi parancsokat saját csapatuk nyelvére, legyen az flamand, francia vagy vallon.
Máig frusztrációs forrást jelent továbbá a belga királyi család rossz holland nyelvtudása. I. Albert király – a I. világháború során beszédeit franciául mondta és rendszerint a következő mondatokkal zárta:
Pour les Flamands, La meme chose – és a flamandoknak ugyanez –
borzasztóan leereszkedő kifejezés a flamand közösséggel szemben. Ez az oka, hogy a belga uralkodói család általában kevésbé népszerű Flandriában mind Vallóniában. Az 1920-as években megalakult az első flamand nacionalista párt. A párt élére August Borms prominens flamand vezető került akit korábban halálraítéltek a német megszállás alatt működő flamand kormányban végzett munkája miatt.
Az 1930-as években a flamand mozgalom egyre jobban fejlődött, és a hollandot első alkalommal tekintették Flandria egyetlen nyelvének. 1931-ben Joris Van Severen megalapította a Verbond van Dietse Nationaal-Solidaristen Verdinaso-t a fasiszta mozgalmat Flandriában.

## II. világháború
A II. világháború során Belgiumot azonnal elfoglalták. A németek jogszabályokat iktattak törvénybe, hogy védjék és bátorítsák a holland nyelvet Flandriában, de általában véve is minden lehetőt megtettek hogy fokozzák az ellentétet a flamandok és a frankofonok közt. Így például felszabadították a flamand hadifoglyokat, de a vallonokat nem. Bár a náciknak nem állt szándékában semmiféle nagyobb holland vagy flamand állam kialakítása, sok flamand nacionalista üdvözölte a kollaborálást, még Flamand Légiót is szerveztek önkéntesekből, akik részt vettek a keleti front harcaiban. Megjósolható volt viszont, hogy őket vád alá helyezik a háború után, és nem fogadtak el semmilyen indokot tetteik mentségére. Egyrészt, mert ez ellenségességet szült volna, másrészt mert a flamand mozgalom nagy része máig elfogadhatónak, de legalábbis megbocsáthatónak tartja a kollaborációt.

## 20. század második fele
1945-ben alakult a Vermeylenfonds. Majd a mozgalom az 1960-as évek során újabb lendületet kapott és 1962-ben felállították a nyelvi határokat, a kétnyelvű Brüsszellel. A 60-as évek végre minden fontos politikai párt flamand vagy frankofon szárnyra oszlott. A legfontosabb nacionalista flamand párt, a Volksunie (népszövetség – de nem kommunista értelemben) kiemelkedett a többi közül. 1977-ben a Volksunie radikálisan jobboldali részletei a Vlaams Blok-ba tömörültek, ami később Vlaams Belang-ként vált ismertté. A párt mára túlnőtte a Volksunie-t. Ma számait tekintve a jobboldali flamand mozgalom fő pártja.

## A 21. század
2000-ben a Volksunie feloszlott a Spirit és az N-VA közt. Mindkettő ma más pártokkal van koalícióban. A 2004-es választások mind a Spirit (az SP-A-val) – és az N-VA (a CD&V-vel) nyert, és ők alakították meg az új kormányt. A 2007-es választások során az SP-A és a Spirit elveszített, és a CD&V az N-VA-val együtt szerepelt a győztes pártok között.